# Đông Ngụy Hiếu Tĩnh Đế
Đông Ngụy Hiếu Tĩnh Đế (東魏孝靜帝) (524–552), tên húy là Nguyên Thiện Kiến (元善見), là hoàng đế duy nhất của triều đại Đông Ngụy, một nhà nước kế thừa triều đại Bắc Ngụy trong lịch sử Trung Quốc.
Năm 524, tướng Cao Hoan của Bắc Ngụy đã đưa Hiếu Tĩnh Đế lên ngôi sau khi Hiếu Vũ Đế chạy trốn khỏi Lạc Dương và tái lập triều đình tại Trường An. Cao Hoan dời đô từ Lạc Dương đến Nghiệp Thành, do đó phân chia Bắc Ngụy làm hai nửa, và nhà nước của Hiếu Tĩnh Đế được gọi là Đông Ngụy. Mặc dù Cao Hoan đối xử tôn kính với Hiếu Tĩnh Đế, song ông ta vẫn nắm trong tay quyền lực thực tế. Các con trai Cao Hoan, những người kế thừa sự nghiệp của ông ta là Cao Trừng và Cao Dương. Năm 550, Cao Dương buộc Hiếu Tĩnh Đế phải nhường ngôi cho mình, chấm dứt triều Bắc Ngụy và lập nên Bắc Tề. Khoảng tết năm 552, Nguyên Thiện Kiến bị Bắc Tề Văn Tuyên Đế ra lệnh hạ độc giết chết.

## Bối cảnh
Nguyên Thiện Kiến sinh năm 524. Cha Nguyên Thiện Kiến là Thanh Hà vương Nguyên Đản (元亶), Đản là con trai và thừa kế tước Thanh Hà vương của Nguyên Dịch (元懌), và Dịch là con trai của Hiếu Văn Đế. Mẹ của ông, Hồ vương phi, là một cháu gái của Hồ Chân (胡真), Hồ Chân là thúc bá của Hồ Thái hậu (mẹ của Hiếu Minh Đế). Nguyên Thiện Kiến là con trai cả của Nguyên Đản và cũng là người kế tự.
Năm 534, Hiếu Vũ Đế (một anh họ của Nguyên Đản) đã tìm cách chống lại quyền kiểm soát của tướng Cao Hoan, ông ta liên minh với các tướng Vũ Văn Thắng và Hạ Bạt Thắng. Khi Cao Hoan biết chuyện và hành quân về Lạc Dương, Hiếu Vũ Đế đã chạy trốn đến lãnh địa của Vũ Văn Thái. Nguyên Đãn ban đầu chạy trốn cùng với Hiếu Vũ Đế, song ngay sau đó đã đổi ý và quay trở lại Lạc Dương. Sau khi Cao Hoan tiến vào Lạc Dương, ông ta cho Nguyên Đản tạm thời đảm đương quyền lực của hoàng đế trên danh nghĩa, Nguyên Đản trở nên ngạo mạn và tự xem mình là hoàng đế kế tiếp. Cao Hoan trong thực tế cũng đang tìm một hoàng đế mới để thay thế Hiếu Vũ Đế, song ông ta cảm thấy rằng Nguyên Đản không phải là người thích hợp, và do đó đã chọn Nguyên Thiện Kiến làm hoàng đế (tức Hiếu Tĩnh Đế). (Nguyên Đản bối rối và sợ hãi nên đã quyết định chạy trốn về phía nam, có lẽ là đến Lương, song Cao Hoan đã lúc bắt và đưa Nguyên Đản về Lạc Dương.) Điều này đã chính thức phân chia Bắc Ngụy thành Đông Ngụy (với Hiếu Tĩnh Đế) và Tây Ngụy (với Hiếu Vũ Đế).

## Khi Cao Hoan còn sống
Cao Hoan cho rằng Lạc Dương quá sát biên giới với Tây Ngụy và Lương nên đã dời đô đến Nghiệp Thành, một trọng thành vững chắc nằm dưới sự kiểm soát của ông ta. Cho rằng việc Hiếu Vũ Đế chạy trốn là một sự bôi nhọ đối với mình, Cao Hoan đã công khai thể hiện sẽ tôn kính hết mức với Hiếu Tĩnh Đế trong phần đời còn lại. Các thuộc hạ của Cao Hoan cũng không dám làm trái lời Cao đã tuyên bố, mặc dù vậy, quyền lực trên thực tế vẫn nằm trong tay Cao Hoan cùng những người được ông ta bổ nhiệm. Cao Hoan cũng nhiều lần tiến hành chinh phục Tây Ngụy để thống nhất Bắc Ngụy, song đều bị Vũ Văn Thái hoặc các tướng khác của Tây Ngụy đẩy lui. Cao Hoan phần lớn ở đại bản doanh của ông ta tại Tấn Dương (晉陽, nay thuộc Thái Nguyên, Sơn Tây), song thường xuyên đến thăm Nghiệp Thành. Năm 536, Cao Hoan lập con trai là Cao Trừng phụ trách triều đình Đông Ngụy. Cũng trong năm đó, Nguyên Đản qua đời, và theo một số sử gia thì Cao Hoan là thủ phạm.
Khi Hiếu Tĩnh Đế lớn hơn, ông được mô tả là một chàng trai tuấn tú và khỏe mạnh, có thể nhảy qua hàng rào trong khi giữ một con sư tử đá. Ông cũng được mô tả là có tài cưỡi ngựa, bắn cung và văn chương. Người dân so sánh ông với Hiếu Văn Đế, một tổ tiên có tiếng tăm của ông.
Năm 539, Hiếu Tĩnh Đế lấy con gái thứ hai của Cao Hoan làm hoàng hậu.
Năm 544, Cao Trừng vì muốn có một quan thần tin cẩn theo dõi Hiếu Tĩnh Đế nên đã lập thuộc hạ là Thôi Quý Thư (崔季舒) làm tổng giám cho Hiếu Tĩnh Đế. Tuy nhiên, Hiếu Tĩnh Đế đã có một mối quan hệ mật thiết với Thôi Quý Thư, Thôi thường xuyên sửa đổi các đệ trình của Cao Hoan lên Hiếu Tĩnh Đế và các chiếu chỉ mà Hiếu Tĩnh Đế ban cho Cao Hoan và Cao Trừng, nhằm cải thiện văn phong và nội dung. Hiếu Tĩnh Đế thường xuyên đưa ra nhận định, "Thôi là nhũ mẫu của trẫm."
Năm 545, theo yêu cầu của Cao Hoan, Hiểu Tĩnh Đế lấy một em họ của khả hãn Thổ Dục Hồn, Mộ Dung Khoa Lã (慕容夸呂) làm thiếp nhằm tăng cường mối quan hệ với Thổ Dục Hồn.
Năm 547, Cao Hoan mất, Cao Trừng nắm giữ toàn bộ quyền lực triều đình.

## Cao Trừng nhiếp chính
Trong bối cảnh Cao Hoan chết, một tướng không tôn trọng Cao Trừng là Hầu Cảnh ban đầu đã dâng 13 châu mà ông ta kiểm soát (khu vực giữa Hoài Hà và Hoàng Hà) cho Tây Ngụy rồi sau đó lại dâng cho Lương. Tuy nhiên, tướng Mộ Dung Thiệu Tông đã đánh bại cả Tiêu Uyên Minh (cháu trai của Lương Vũ Đế, là người được Lương Vũ Đế cử đến để tăng viện cho Hầu Cảnh) và Hầu Cảnh, bắt giữ Tiêu Uyên Minh và buộc Hầu Cảnh phải chạy trốn đến Lương. Năm 548, hầu hết các châu này đã trở về dưới tầm kiểm soát của Bắc Ngụy (bốn châu bị Tây Ngụy chiếm), và đến năm 549, Đông Ngụy đã tái chiếm bốn châu còn lại sau khi Cao Trừng chiếm được Trường Xã (長社, nay thuộc Hứa Xương, Hà Nam).
Trong khi đó, trong chiến dịch chống lại Hầu Cảnh, đã bùng nổ xung đột giữa Cao Trừng và Hiếu Tĩnh Đế. Cao Trừng không tôn kính Hiếu Tĩnh Đế như cha của ông ta, và Cao Trừng lệnh cho Thôi Quý Thư phải tăng cường giám sát Hiếu Tĩnh Đế. Có một lần, khi Cao Trừng tham sự một yến tiệc, ông đã rót rượu vào chén trước Hiếu Tĩnh Đế khi nâng cốc, một cử chỉ rất thiếu tôn trọng. Hiếu Tĩnh Đế trở nên tức giận và trách mắng Hầu Cảnh, Hầu đã ra lệnh cho Thôi đấm Hiếu Tĩnh Đế ba lần, và sau đó đột ngột bỏ đi. Sau đó, Hiếu Tĩnh Đế lập mưu cùng với các giảng sư của ông là Tuân Tế (荀濟), Nguyên Cẩn (元瑾), Lưu Tư Dật (劉思逸), Hoa Sơn vương Nguyên Đại Khí (元大器), Hoài Nam vương Nguyên Tuyên Hồng (元宣洪), và Tế Bắc vương Nguyên Huy (元徽) nhằm lật đổ Cao Trừng. Họ đã đào một đường hầm từ bên trong hoàng cung ra ngoài thành, có ý định tạo ra một lối đi bí mật để các cận binh hoàng cung di chuyển, song đường hầm đã bị phát hiện, và Cao Trừng đã đưa quân vào hoàng cung, quản thúc Hiếu Tĩnh Đế, và hành quyết những người khác tham gia âm mưu này.
Vào mùa xuân năm 549, Hiếu Tĩnh Đế bị buộc phải phong cho Cao Trừng tước hiệu "Tề vương", và chức tướng quốc". Tuy nhiên, Cao Trừng lại chính thức từ chối các danh hiệu này, và sau đó lại thỉnh cầu chính thức với Hiếu Tĩnh Đế về việc lập một hoàng tử làm thái tử. Cuối cùng, đến mùa thu năm 549, Hiếu Tĩnh Đế đã lập Nguyên Trường Nhân (元長仁) làm thái tử. (Không rõ Cao Hoàng hậu có phải là mẫu thân của thái tử hay không.)
Cũng vào mùa thu năm 549, Cao Trừng gặp Trần Nguyên Khang (陳元康), Dương Âm (楊愔), và Thôi Quý Thư để bí mật thảo luận về khung thời gian cho việc đoạt ngôi. Tuy nhiên, nhân cơ hội này, một thuộc hạ của Cao Trừng là Lan Kinh (蘭京) đã ám sát Cao Trừng và Trần Nguyên Khang (Lan Kinh một con trai của tướng Lương Lan Khâm (蘭欽) bị Cao Trừng bắt được trong trận chiến, và nhiều lần bị Cao Trừng dọa giết). Em trai của Cao Trừng là Thái Nguyên công Cao Dương khi đó cũng ở Nghiệp Thành, ông ta đã giết chết Lan Kinh và thuộc hạ của người này, và tuyên bố rằng Cao Trừng đã bị thương. Tuy nhiên, Hiếu Tĩnh Đế tin rằng Cao Trừng đã chết nên đã bí mật bình phẩm, "Đại tướng quân (tức Cao Trừng) chết là ý trời. Quyền lực nên được trao lại cho hoàng tộc."

## Cao Dương nhiếp chính
Tuy nhiên, Cao Dương ngay sau đó đã củng cố quyền lực. Ông ta đã nhanh chóng thể hiện sức mạnh bằng cách cùng với 8.000 quân tiến vào hoàng cung, và nói với Hiếu Tĩnh Đế rằng ông ta sẽ đến Tấn Dương, tức đại bản doanh của quân đội. Hiếu Tĩnh Đế nhận thấy ý định muốn nắm giữ quyền lực của Cao Dương, tái người đi và nói, "Người này không có bất kỳ dung thứ nào với ta. Ta không biết khi nào ta sẽ chết." Cao Dương lập đại bản doanh tại Tấn Dương, có ý định kiểm soát quân sự, và đến mùa xuân năm 550, Cao Dương đã buộc Hiếu Tĩnh Đế lập mình làm Tề quận vương, một tước hiệu thấp hơn chút ít so với tước hiệu mà anh trai ông đã từ chối trước khi chết. Chỉ hai tháng sau đó, tước hiệu của Cao Dương được đổi thành Tề vương.
Trong khi đó, một thuộc hạ là Cao Đức Chính (高德政) đã cố gắng thuyết phục Cao Dương đoạt ngôi. Đến mùa hè năm 550, Cao Dương đã chấp thuận, và ông ta bắt đầu tiến đến Nghiệp Thành. Hiếu Tĩnh Đế ban cửu tích cho Cao Dương, bước áp chót trước khi thoái vị. Sau khi Cao Dương đến Nghiệp Thành, ông ta đã cử các quan Phan Lạc (潘樂), Trương Lượng (張亮), và Triệu Ngạn Thâm (趙彥深) đến yêu cầu Hiếu Tĩnh Đế thoái vị, Hiếu Tĩnh Đế đã làm theo, nhường ngôi cho Cao Dương. Cao Dương trở thành Văn Tuyên Đế và lập ra triều đại Bắc Tề.

## Sau khi thoái vị
Văn Tuyên Đế lập cựu hoàng làm Trung Sơn vương, và ban cho ông một đối đãi đặc biệt đó là không phải tuyên bố mình là một thần dân của hoàng đế mới. Văn Tuyên Đế lập em gái mình, tức cựu hoàng hậu, làm Thái Nguyên công chúa. Cựu hoàng đế được sống với công chúa, công chúa lo rằng anh trai bà có thể làm hại phu quân nên luôn theo sát ông, thường nếm thức ăn của ông để đảm bảo rằng không có thuốc độc.
Tuy nhiên, Văn Tuyên Đế vẫn lo sợ cựu hoàng đế. Khoảng tết năm 552, Văn Tuyên Đế mời Thái Nguyên công chúa đến một yến tiệc trong hoàng cung. Ngay sau khi bà dời khỏi tư gia, Tuyên Vũ Đế đã cử sát thủ đến buộc cựu hoàng đế phải uống rượu độc, và cũng sát hại luôn ba người con trai của ông. Tuyên Vũ Đế truy thụy cho cựu hoàng đế là "Hiếu Tĩnh", và cũng chôn cất ông với vinh dự hoàng đế. Tuy nhiên, sau một thời gian, không rõ vì lý do gì, Tuyên Văn Đế đã cho mở lăng mộ và ném áo quan của Hiếu Tĩnh Đế xuống Chương Thủy (漳水).